# 陳笑風

陳笑風（1923年7月26日—2021年11月29日），原名陳嘯風，乳名阿瑛，广东東莞人，中国粵劇表演藝術家，自創「風腔」，被稱為「天皇小生」。父親為粤剧編劇家兼電影編導陳天縱。

## 生平
陳笑風于1923年7月26日出身自粵劇世家，父親為粤剧編劇家兼電影編導陳天縱，曾編寫馬師曾的戲寶《賊王子》、《冷面皇夫》等劇本。當初陳笑風在東莞家鄉出生，後來去了香港念中學。1941年香港淪陷，陳天縱被邀請為「大東亞共榮圈」做事，但思前想後，第二天便到家鄉避難。後來陳笑風在廣東大學唸土木工程系。20歲才到他父親所主持的歌壇任音樂員。不久轉學粵劇表演。1944年，得到了男花旦吳惜衣的賞識。1946年，開始在香港的戲班擔任小生。當年他以“賈寶玉”一角成名。50年代，他曾經跟隨戲班遠赴越南、新加坡、馬來西亞表演。
在新加坡表演的時候認識了他太太梁瑞冰－名伶「犇綱冰」。後來，他帶他的妹妹陳小茶加入粵劇成為花旦，也跟妹妹陳小華合組戲班。
1986年退休，移居美國紐約。自從1992年，他開始為香港靈實基督教協會做了很多慈善經費籌募工作。2006年，他更與廣東省政協、南方廣播影視傳媒集團、廣東電視臺、南方電視臺主辦、廣東省文化廳、廣州市文化局合作製作《優秀粵劇粵曲藝術大觀》之“陳笑風專輯”。
2021年11月29日，陳笑風在廣州市紅十字會醫院逝世，享壽98歲。

## 作品
由於他在藝術不斷追求，表演善於掌握人物性格，唱腔感情細膩，成了他「風腔」的特色。他的首本戲有《山伯臨終》、《大漠英雄》、《王大儒供狀》、《刺目勸夫》、《胡二賣仔》、《人面桃花》、《枇杷門巷》、《梁祝恨史》、《紅樓夢》之“寶玉與黛玉”等等。

## 弟子
他收徒謹慎，只公開承認收了鄭少秋一人為徒。